# Divicin
Divicin (2,6-Diamino-4,5-dihydroxypyrimidin) ist ein u. a. in Ackerbohnen und Saat-Platterbsen natürlich vorkommendes Alkaloid.
Divicin ist giftig für Personen, die einen erblich bedingten Mangel an dem Enzym Glucose-6-Phosphat-Dehydrogenase (G6PD-Mangel) aufweisen. Es kann in Betroffenen eine hämolytische Anämie verursachen, den so genannten Favismus. Divicin ist das Aglykon von Vicin. Ein häufiges Derivat ist die Diacetatform (2,6-Diamino-1,6-dihydro-4,5-pyrimidindion).

## Vorkommen

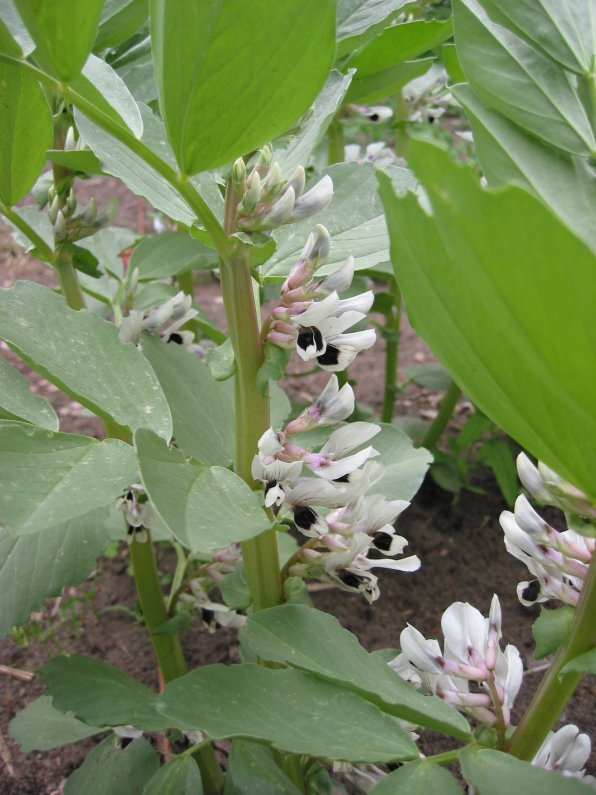
Blühende Ackerbohne

Divicin kommt in Ackerbohnen und in Saat-Platterbsen vor. Ackerbohnen sind insbesondere im Mittelmeer- und arabischen Raum als Delikatesse verbreitet, gewinnen aber insbesondere als Basis von Fleischersatzprodukten in Deutschland zunehmend an Verbreitung.
Die Vicin-Konzentration von Ackerbohnen beträgt durchschnittlich 5 mg/g Trockengewicht. Divicin kann durch in den Bohnen aktive Glucosidasen aus dem enthaltenen Vicin entstehen. Saat-Platterbsen werden in dürre- und hungeranfälligen Regionen Asiens und Ostafrikas häufig als "Versicherungspflanze" für den menschlichen Verzehr und als Viehfutter angebaut wird, wenn andere Pflanzen nicht gedeihen, obwohl ihre Gesundheitsrisiken bekannt sind. Divicin ist zumindest teilweise für die Giftwirkung dieser Hülsenfrucht verantwortlich.

## Synthese
In Pflanzen entsteht reduziertes Divicin durch Hydrolyse des β-Glucosids Vicin.
Divicin kann wie folgt in einem vereinfachten dreistufigen Verfahren im Labor synthetisiert werden:
1. Die Benzylgruppe von 2-Amino-5-(benzyloxy)-4(3H)-pyrimidinon[S 1] wird durch saure Hydrolyse entfernt, wobei 2-Aminopyrimidin-4,5-diol[S 2] entsteht.
2. Dieses Zwischenprodukt wird mit salpetriger Säure behandelt, um das schwer lösliche orangefarbene Produkt 2-Amino-6-nitrosopyrimidin-4,5-diol auszufällen.
3. Das gefällte Nitrosopyrimidin wird anschließend mit Natriumdithionit reduziert, um Divicin zu erhalten.[6]

## Chemische Eigenschaften
Alkalische Lösungen von 2,6-Dichlorphenolindophenol, Phosphomolybdat oder Phosphowolframat werden von Divicin stark reduziert. Bei der Reaktion mit einer ammoniakalischen Eisenchloridlösung wird eine intensiv blaue Farbe hervorgerufen, was als Nachweis einer enolischen Hydroxygruppe dient.
Divicin ist bei Anwesenheit von Sauerstoff sehr instabil, und die Oxidation erfolgt am schnellsten bei pH-Werten über 7. Die Halbwertszeit von Divicin beträgt bei Raumtemperatur in neutraler Lösung etwa eine halbe Stunde. Die Verbindung wird durch Kochen zerstört und der Abbau unter normalen Bedingungen durch die Anwesenheit von Schwermetallionen, insbesondere Cu2+, beschleunigt.

## Physiologische Wirkung beim Menschen
Divicin ist der hämotoxische Bestandteil von Ackerbohnen (Favabohnen) und Auslöser von Favismus bei Menschen die an Glucose-6-phosphat-Dehydrogenase-Mangel (G6PD-Mangel) leiden. Aufgrund der Erkrankung wird nach Aufnahme von Divicin, z. B. durch Verzehr von Ackerbohnen eine hämolytische Reaktion ausgelöst, die tödlich enden kann. Dieser Mangel, eine X-chromosomal-rezessiv vererbte Krankheit, ist der weltweit am häufigsten auftretende Enzymmangel. Besonders häufig tritt sie bei Menschen afrikanischer, asiatischer, mediterraner und nahöstlicher Abstammung auf. Zu den Symptomen des Favismus gehören Hämolyse, anhaltende Gelbsucht, Kernikterus und in extremen Fällen sogar akutes Nierenversagen.
Divicin reagiert mit Sauerstoff in den roten Blutkörperchen, wodurch reaktive Sauerstoffspezies wie Wasserstoffperoxid und Superoxidanionen entstehen. Diese Moleküle sind starke Oxidationsmittel für NADPH und Personen mit G6PD-Mangel können NADPH nicht schnell genug regenerieren, um den Abbau von Glutathion zu verhindern. Der Mangel an Glutathion führt dazu, dass die Zellen keinen Schutz gegen den durch die Aglykone verursachten oxidativen Stress haben, was wiederum zu einer Schädigung des Hämoglobins und zur Bildung von Disulfidbindungsaggregaten (Heinz-Körpern) führt und eine hämolytische Anämie zur Folge hat.

## Physiologische Wirkung bei Tieren
In-vitro-Studien an Ratten zeigten, dass eine hämotoxische Dosis von Divicin von 1,5 mM, die einer Suspension roter Blutkörperchen zugesetzt wurde, zu einem raschen Rückgang des zellulären Glutathions, zur Bildung von Echinozyten und zur Schädigung des Membranskeletts führte. Dies führte zu einem Rückgang des Hämatokrits.

## Externe Links zu erwähnten Verbindungen
1. ↑  Externe Identifikatoren von bzw. Datenbank-Links zu 2-Amino-5-(benzyloxy)-4(3H)-pyrimidinon:  CAS-Nr.: 93534-87-3, PubChem: 261915, ChemSpider: 229965, Wikidata: Q82033303.
2. ↑  Externe Identifikatoren von bzw. Datenbank-Links zu 2-Aminopyrimidin-4,5-diol:  CAS-Nr.: 40769-68-4, PubChem: 262456, ChemSpider: 230478, Wikidata: Q82033625.